# Anatoli Konstantinowitsch Issajew
Anatoli Konstantinowitsch Issajew (russisch Анатолий Константинович Исаев; * 14. Juli 1932 in Moskau; † 10. Juli 2016 ebenda) war ein sowjetischer Fußballspieler.

## Laufbahn

### Verein
Issajew begann seine Laufbahn 1952 bei FK WWS Moskau. 1953 wechselte der Stürmer zu Spartak Moskau in die höchste sowjetische Liga, mit dem er vier sowjetische Meistertitel gewann. Als 32-Jähriger beendete er seine aktive Laufbahn bei Schinnik Jaroslawl.

### Nationalmannschaft
Bei den Olympischen Spielen 1956 gewann Issajew mit seinem Team die Goldmedaille.

## Erfolge

### Verein
- Sowjetischer Meister: 1953, 1956, 1958, 1962
- Sowjetischer Pokalsieger: 1958

### Nationalmannschaft
- Olympia: Goldmedaille 1956